# 피아노 소나타 18번 (베토벤)
《피아노 소나타 18번 내림마장조, 작품 번호 31-3》은 루트비히 판 베토벤에 의해 쓰인 피아노 소나타로, 16번에서 18번까지 세 개의 소나타로 구성된 작품 번호 31 세트의 세 번째 작품이다. "사냥"이라는 별칭을 갖고 있기도 하다.

## 개요
이 소나타는 16번 및 17번 소나타와 함께 1801년에서 1802년 초에 걸쳐 쓰이고, 1804년에 한스 게오르크 네겔리 사가 기획한 클라브생 연주자 연주곡집에 8번 비창 소나타와 함께 수록되며 세상에 모습을 드러내었다. 세 개의 소나타가 세트로서 현재의 작품 번호 31로 정리된 것은 1805년에 카피 사가 출판한 판 부터이다. 새로운 피아노 소나타 작품들이 한 작품 번호로 정리되고 있는 것은 이 작품 번호 31이 마지막이다. 헌사는 내걸려 있지 않고 있다.
작품 번호 31의 세 소나타 중 유일하게 4악장제를 채택하고 있는 이것은 완서악장을 두지 않고 제2악장에 소나타 형식으로 2/4 박자의 스케르초, 제3악장에 미뉴에트를 배치하는 이색적인 구성을 하고 있다. "사냥"이라는 별칭은 주로 제4악장의 주제가 수렵용 뿔피리를 떠올리게 하는 데서 유래한다. 작품은 전체적으로 밝은 톤으로 관철되고 있지만, 초기 작품의 알기쉽고 명료한 것으로부터 현저하게 발전한 복잡함과 연주 효과로 인해 중기에 걸맞은 충실한 내용을 담고 있다.

## 악장 구성

### 제1악장. 소나타 형식, 알레그로, 3/4 박자 (내림마장조)
제1주제는 II7의 제1전개형의 화음에 의해서 개시되며, 조성이 확정되는 것은 8마디째가 되고 나서이다(악보1). 음향상의 새로운 시도 외에 패시지 구조에도 새로운 것이 보인다. 악보1의 3마디째부터 6마디에 보이는 리듬 요소는 악장 전체에 통저하는 주요 모티브로서 취급되어 가게 된다.
악보1
제1주제에 기초한 경과가 끝나면, 제2주제는 내림나장조의 알베르티 베이스 위에서 경쾌하게 노래된다(악보2).
악보2
즉흥적인 패시지를 사이에 두고 제2주제가 변주되면서 반복되고, 상쾌한 코데타로 닫혀 제시부의 반복이 된다. 전개부는 모두 리듬으로 개시되며, 제시부에 나타난 여러 가지 리듬 소재를 구사하여 전개된다. 매끄럽게 재현부에 접속되면 내림마장조로 두 주제가 재현되고, 제1주제와 그 경과구로 이루어진 코다에 의해 깔끔하게 종결된다.

### 제2악장. 스케르초, 알레그로 비바체, 2/4 박자 (내림가장조)
스케르초는 3박자계의 박자를 취하는 것이 통례인데, 베토벤은 여기서 2박자를 선택했다. 거의 악장 전체를 스타카토의 뼈 있는 음형이 지배하고 있어 듣는 이로 하여금 관현악적인 음색을 느끼게 한다. 우선, 제1주제가 스타카토의 음형 위에 나온다(악보3).
악보3
악보3이 반복된 후 피아니시모로 속도를 완만하게 떨어뜨린 곳에서 갑자기 포르테시모가 울려 충격이 달린다. 경과구를 두고 악보4의 제2주제의 제시가 된다.
악보4
코데타는 제2주제를 소재로 하고 있으며, 섬뜩하게 진행하여 제시부를 반복한다. 전개부에서는 우선 제1주제가 나타나지만 즉시 제2주제로 접속되고, 다시 제1주제가 다루어지는 것의 즉시 64분음표의 음형으로 대체된다. 그 후, 내려가면서 기세를 약화시켜 재현부가 된다. 재현부는 변화를 수반하면서도 정법을 따라가며 짧은 코다를 거쳐 약음으로 가볍게 맺힌다.

### 제3악장. 미뉴에트, 모데라토 에 그라지오소 - 트리오, 3/4 박자 (내림마장조)
전통에 따른 우아한 미뉴에트이다. 베토벤은 이 작품을 끝으로 미뉴에트를 피아노 소나타에 사용하지 않고 있는데, 이것에는 지난 세기의 방법론과 결별하고 전진하려는 작곡자의 의지를 찾아내려는 방향도 있다. 먼저 악보5가 잔잔하게 노래된다.
악보5
미뉴에트부는 2부 형식으로 되어 있으며, 각각의 부분이 반복된다. 후반부의 주제도 악보5에서 도출되었다. 트리오의 주제는 약간 움직임이 있는 것이다(악보6).
악보6
악보6의 첫머리에 기반한 에피소드가 삽입된 후에 악보6이 회귀하고, 반복 후에는 미뉴에트로 돌아간다. 마지막으로 8마디의 코다가 붙여져 무도의 화려함 속에서 조용히 막이 내린다.

### 제4악장. 소나타 형식, 프레스토 콘 푸오코, 6/8 박자(내림마장조)
긍정적인 힘이 가득한 화려한 악장이다. 왼손에 타란텔라를 연상시키는 격렬한 리듬이 제시되고, 그것이 전곡을 지배하고 있다. 하강하는 제1주제는 그 리듬 위에 제시된다(악보7).
악보7
이어서 사냥을 연상시키는 악상이 삽입된다(악보8). 악보8은 이후 악장에서도 자주 모습을 보인다.
악보8
악보8에 접속되어 내림나장조의 제2주제가 제시된다(악보9).
보례 9
결미구에서는 악보8이 8분음표 위에 나와 한숨을 돌리면 제시부의 반복이 된다. 전개부에서 최초로 다루어지는 것은 악보8인데, 제1, 제2주제의 리듬이 타란텔라풍의 반주음형과 맞물려 숨도 쉬지 않고 진행한다.더욱이 악보8등이 전개되는 가운데, 이윽고 반주음형만을 양손으로 연주하게 되어 서서히 음량을 낮춰 간다. 당돌한 포르테에 의해 재현부가 시작되고, 내림마장조의 제1주제에 이어 제2주제는 내림사장조가 되어 재현된다. 코다는 오른손이 타란텔라의 리듬을 새기는 가운데, 왼손이 그 상하에 악보7을 내면서 높아져 간다. 2도의 정점을 거치면 약간 침착함을 되찾고, 마지막은 제1주제를 유니즌으로 연주하여 힘차게 전력을 닫는다.

## 참고 문헌

#### 내용주
1. ↑  이 때 작품 번호 29라는 번호가 할당됨[1]。